# Bloudivý nerv
Bloudivý nerv (latinsky: nervus vagus) je 10. párový hlavový nerv (nervi craniales), který inervuje krční, břišní a hrudní dutiny. Jedná se o nerv smíšený – obsahuje vlákna visceromotorická, somatomotorická, somatosenzitivní, viscerosenzitivní a vlákna chuťová. Je to nejdelší nerv autonomního nervového systému. Jeho prostřednictvím je parasympaticky ovlivňováno srdce, trávicí soustava a další orgány.

## Jádra
Jádra jsou společná pro celý postranní smíšený systém.
- nucleus ambiguus – somatomotorické jádro pro jazykohltanový a bloudivý nerv
- nucleus dorsalis nervi vagi – visceromotorické jádro. Jeho kraniální část je nazývána nucleus salivatorius inferior
- nucleus tractus solitarii – viscerosenzitivní jádro. Jeho kraniální část je nazývána nucleus gustatorius
- somatosenzitivní vlákna nemají samostatné jádro

## Průběh
Z lebky vystupuje skrz otvor v bázi lebeční (foramen jugulare). Zde jsou na kmenu nervu ganglia: ganglion jugulare a ganglion nodosum. Dále pokračuje svým průběhem v nervově-cévním svazku krčním (dorzálně mezi a. carotis interna, kaudálněji a. car. communis a v. jugularis interna). Nerv dále pokračuje vpravo před a. subclavia, vlevo přebíhá bok arcus aortae a vstupuje k jícnu, do zadního mezihrudí (mediastina).
Kolem jícnu se stáčí za vzniku n. vagus dexter (na zadní straně jícnu) et sinister (na přední straně jícnu). Oba nervy se dále větví a vytváří plexus oesophageus. Před vstupem do hiatus oesophageus bránice z něho vznikají trunci vagales anterior et posterior. Po průchodu bránicí se nerv dále větví. Vstupuje do plexus coeliacus z něhož vycházejí větve bloudivého nervu pro jednotlivé orgány dutiny břišní.

## Větve
| - r. meningeus - r. auricularis - rr. pharyngei - r. glomi carotici - n. laryngeus superior - n. laryngeus reccurens - n. laryngeus inferior | - rr. cardiaci - rr. bronchiales - rr. pulmonales - rr. gastrici anteriores et posteriores - rr. hepatici - rr. coeliaci |

## Funkce
| Motorická inervace: - svaly měkkého patra mimo m. tensor veli palatini - svaly hltanu - svaly hrtanu Parasympatická inervace: - hladké svalstvo dýchacích cest - hladké svalstvo většiny trávicí trubice - žlázy dýchacích cest - srdce - velké cévy | Viscerosenzitivní inervace: - z inervačních oblastí n. X (orgány dutiny břišní) - komplexní signály – hlad, nauzea Somatosenzitivní inervace: - z oblasti inervace n. auricularis Chuťová vlákna: - signály z epiglottis a okrsků za kořenem jazyka |